# Witwica
Witwica (ukr. Витвиця) – wieś w rejonie dolińskim obwodu iwanofrankiwskiego, założona w 1450.
W II Rzeczypospolitej miejscowość była siedzibą gminy wiejskiej Witwica w powiecie dolińskim województwa stanisławowskiego.
Wieś liczy 1255 mieszkańców.
Witwica jest głównym miejscem akcji w książce Jana Brzozy pt. Ziemia, opowiadającej o przesiedleniach po II wojnie światowej i będącej pierwszą z kręgu tzw. powieści osadniczych.